# Monte Niblè
Il Monte Niblè (3.365 m s.l.m., in francese pointe de Ferrand) è una montagna del Gruppo d'Ambin nelle Alpi Cozie. Si trova lungo la linea di frontiera tra l'Italia e la Francia nei pressi della Punta Ferrand.

## Caratteristiche

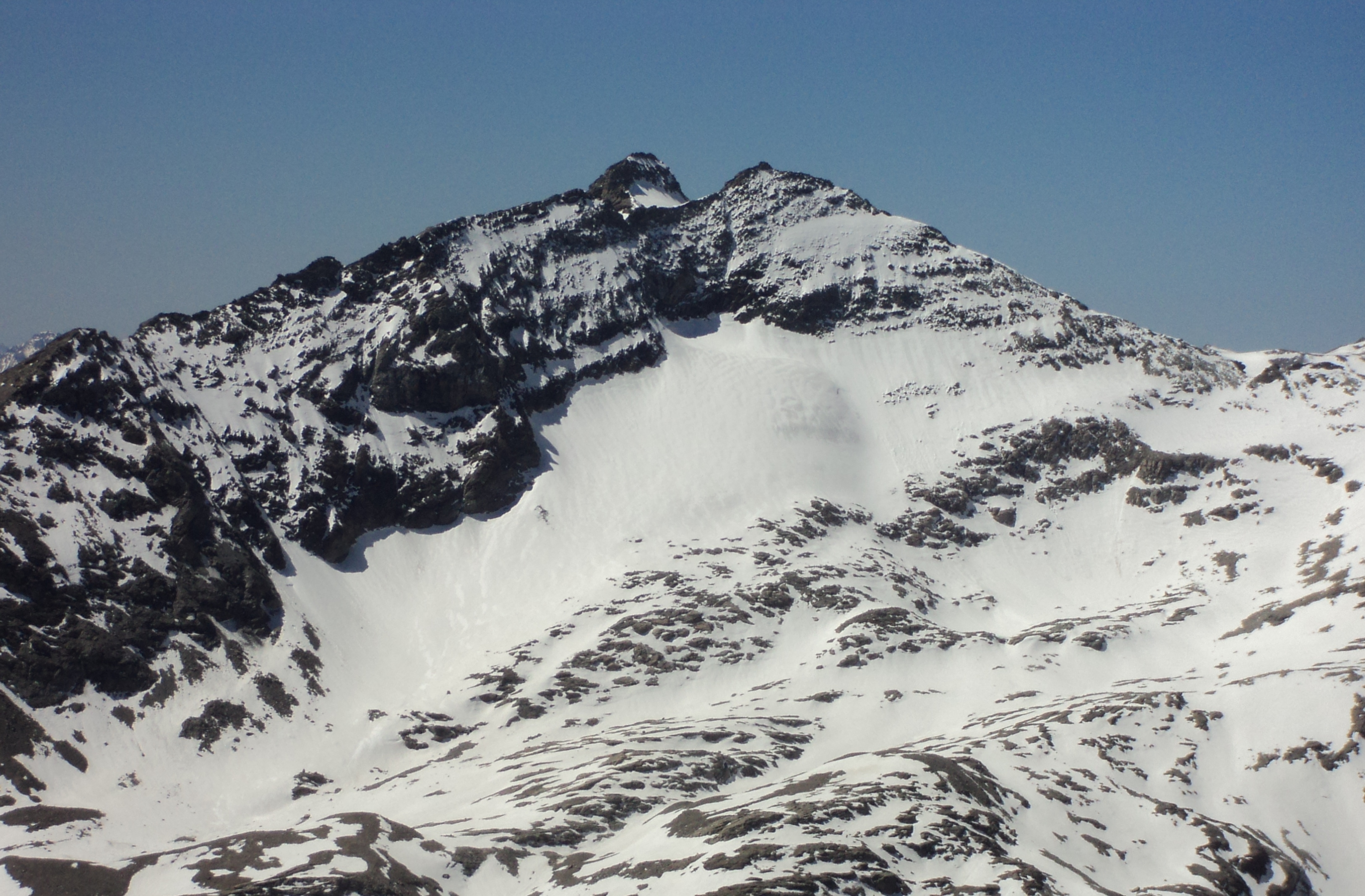
Il Monte Niblè e la Punta Ferrand visti dal Monte Giusalet (il Niblè si trova a sinistra in secondo piano).

Dal versante francese si presenta come un'alta montagna con ai piedi il Glacier de Ferrand; dal versante italiano assume una forma trapezoidale con la più bassa e vicina Punta Ferrand.

## Geologia
Sulla montagna prevalgono rocce scistose risalenti al periodo Triassico, in particolare delle tipologie scisti breccioidi a calcite e scisti calcariferi di colore scuro, alternati a quarzite.

## Ascensione alla vetta
Si può salire sulla montagna partendo dal Rifugio Luigi Vaccarone oppure dal Rifugio Levi Molinari. Dal Levi Molinari si percorre l'intero vallone di Galambra seguendo i cartelli e le tacche bianco-rosse fino al bivacco Walter Blais (2.930 m), di proprietà del CAI Susa. Da lì si segue inizialmente la cresta della montagna, per poi abbandonarla temporaneamente in corrispondenza di un grande salto roccioso. Si entra quindi nel ghiacciaio Ferrand, che non è molto ripido ed è coperto da neve però richiede attrezzatura non da escursionista (piccozza e ramponi). Al termine del semicerchio nel ghiacciaio si riguadagna la cresta lasciata in precedenza, dove con l'aiuto dei numerosi ometti di pietra si arriva facilmente in vetta.
Sulla vetta si trovano tre croci (di cui una di legno), un medaglione bianco raffigurante la Madonna e una campana.

## Punti di appoggio
- Rifugio Levi Molinari
- Rifugio Luigi Vaccarone
- Bivacco Walter Blais

### Cartografia
- Cartografia ufficiale italiana dell'Istituto Geografico Militare (IGM) in scala 1:25.000 e 1:100.000, consultabile on line
- Cartografia ufficiale francese dell'Institut géographique national (IGN), consultabile online
- Istituto Geografico Centrale - Carta dei sentieri e dei rifugi scala 1:50.000 n. 1 Valli di Susa Chisone e Germanasca